# Regenboogbijeneter
De regenboogbijeneter (Merops ornatus) is de enige bijeneter die voorkomt in Australië.

## Kenmerken
De regenboogbijeneter is 23 tot 28 cm lang. Net als andere soorten uit dit geslacht is dit een sierlijke, overwegend blauw en groen gekleurde vogel. Kenmerkend zijn een licht gebogen zwarte snavel, een zwarte oogstreep die van onder gemarkeerd wordt door een lichtblauwe streep en van boven door een groene vlek. Verder is de kruin oranje, een tint die langzaam in de nek overgaat in een groenig gekleurde mantel. De keel is ook oranje, duidelijk afgegrensd met een donkere borstband waaronder een lichtgroene borst en buik.

## Verspreiding en leefgebied
De regenboogbijeneter heeft een groot verspreidingsgebied dat reikt van Sulawesi (oostelijk van de Wallacelijn) tot Nieuw-Guinea en de Salomoneilanden en zuidelijk tot Zuid-Australië, maar niet op Tasmanië. In de zuidelijke winter trekken de vogels in het zuiden naar het noorden van het verspreidingsgebied. Het is een vogel van open landschappen waarin geschikt broedhabitat aanwezig is in de vorm van zandige oevers en stijlranden.

## Status
De grootte van de populatie werd in 2008 geschat op minstens een miljoen individuen. Dit aantal is stabiel. Om deze redenen staat deze bijeneter als niet bedreigd op de Rode Lijst van de IUCN.

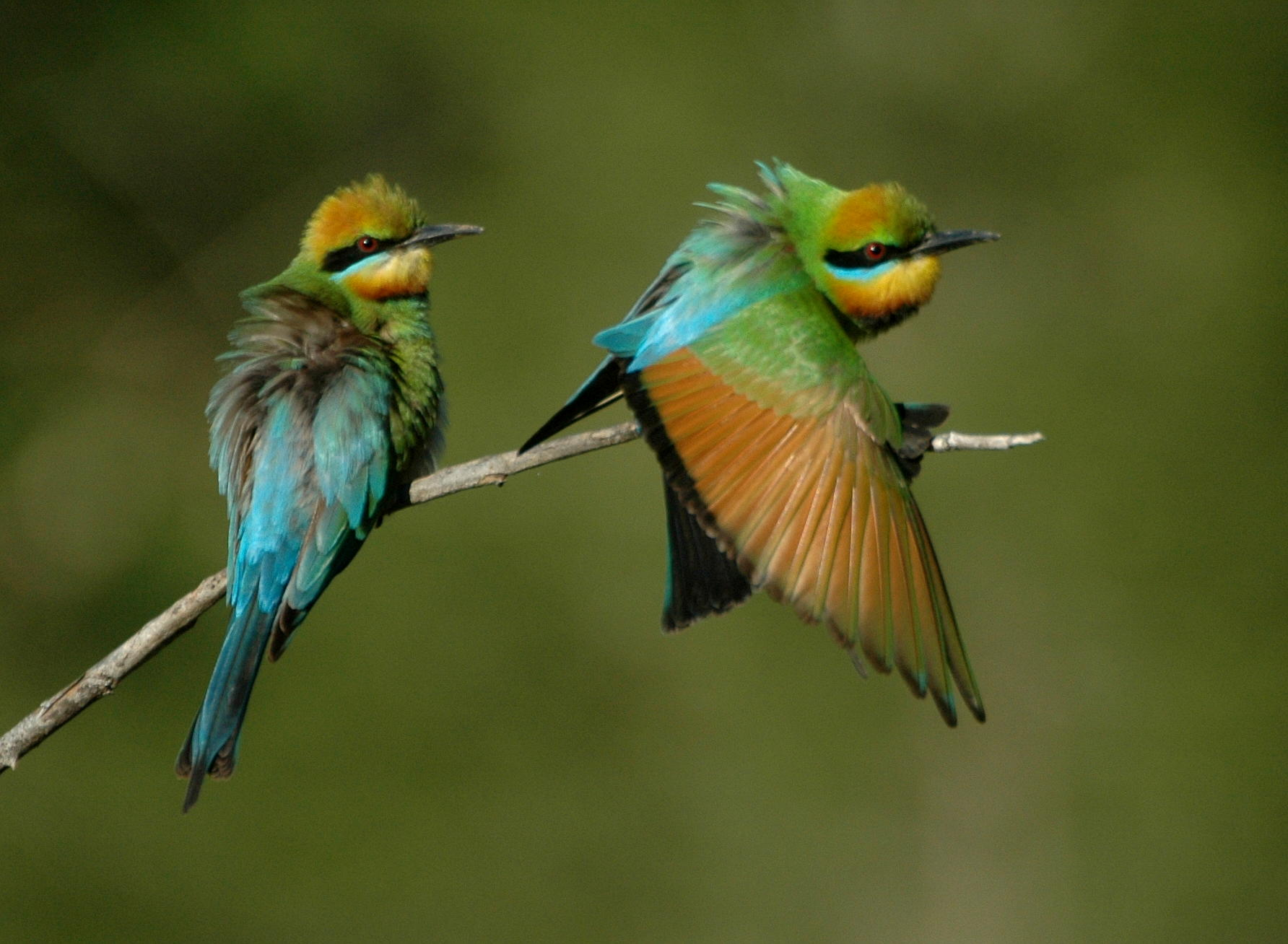
Foto uit Zuidoost-Queensland.
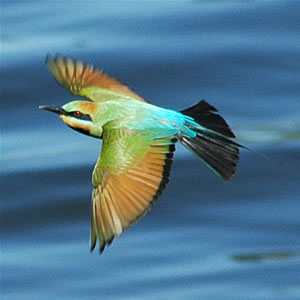